# Nothin' but the Blues (Johnny Winter)
| Recensione   | Giudizio    |
| ------------ | ----------- |
| AllMusic     | [ 1 ]       |
| Sputnikmusic | 3.7 (Great) |

Nothin' but the Blues è un album di Johnny Winter, pubblicato dalla Blue Sky Records nell'agosto del 1977.

## Tracce
Brani composti da Johnny Winter, tranne dove indicato.
Lato A
1. Tired of Tryin' – 3:40
2. TV Mama – 3:11
3. Sweet Love and Evil Women – 2:50
4. Everybody's Blues – 5:03
5. Drinkin' Blues – 3:40

Lato B
1. Mad Blues – 4:17
2. It Was Rainin' – 5:53
3. Bladie Mae – 3:30
4. Walking Thru the Park – 4:07 (McKinley Morganfield)

## Musicisti
- Johnny Winter - voce, chitarra elettrica, chitarra acustica metal body, chitarra slide, basso, batteria
- Muddy Waters - voce
- James Cotton - armonica (harp)
- Pine Top Perkins - pianoforte
- Bob Margolin - chitarra
- Charles Calmese - basso
- Willie Big Eyes Smith - batteria

Note aggiuntive
- Johnny Winter - produttore
- Registrato al The Schoolhouse di Westport, Connecticut, Stati Uniti
- Dave Still - ingegnere delle registrazioni
- Grant Barlow - assistente ingegnere delle registrazioni
- Masterizzato al Sterling Sound di New York da Greg Calby
- Jim Houghton - fotografie
- John Berg e Paula Scher - design album[5]